# Cornelis Albert de Brauw (1855-1905)
Cornelis Albert de Brauw jr. (Palembang, 4 maart 1855 - Nieuwediep, 11 mei 1905) was een Nederlands kapitein-ter-zee, commandant van Hr. Ms. "Wachtschip" en Havenmeester te Nieuwediep (Den Helder).

## Familie
Hij was lid van de patricische familie De Brauw en zoon van de gelijknamige generaal van het Indisch leger, Cornelis Albert de Brauw (1809-1862) en jkvr. Jacoba Elisabeth van Heemskerk van Beest (1819-1862). In 1862 op nog geen 7-jarige leeftijd verloor hij kort na elkaar beide ouders en werd toen voor zijn opvoeding overgebracht van Padang naar zijn oom en tante De Brauw-De Brauw in Nederland.
Zij was als zus van zijn vader een tante van hem; haar man was een neef van haar en van haar vader. Oom was de kapitein ter zee Constantijn Philip de Brauw (1811-1892), in 1867 gepensioneerd als hoofd van het  Koninklijk Instituut voor de Marine (KIM) in Willemsoord Den Helder. Albert trouwde in 1888 met Albertine Florence Schrassert Bert (1865-1916). Hun huwelijk bleef kinderloos.

## Loopbaan

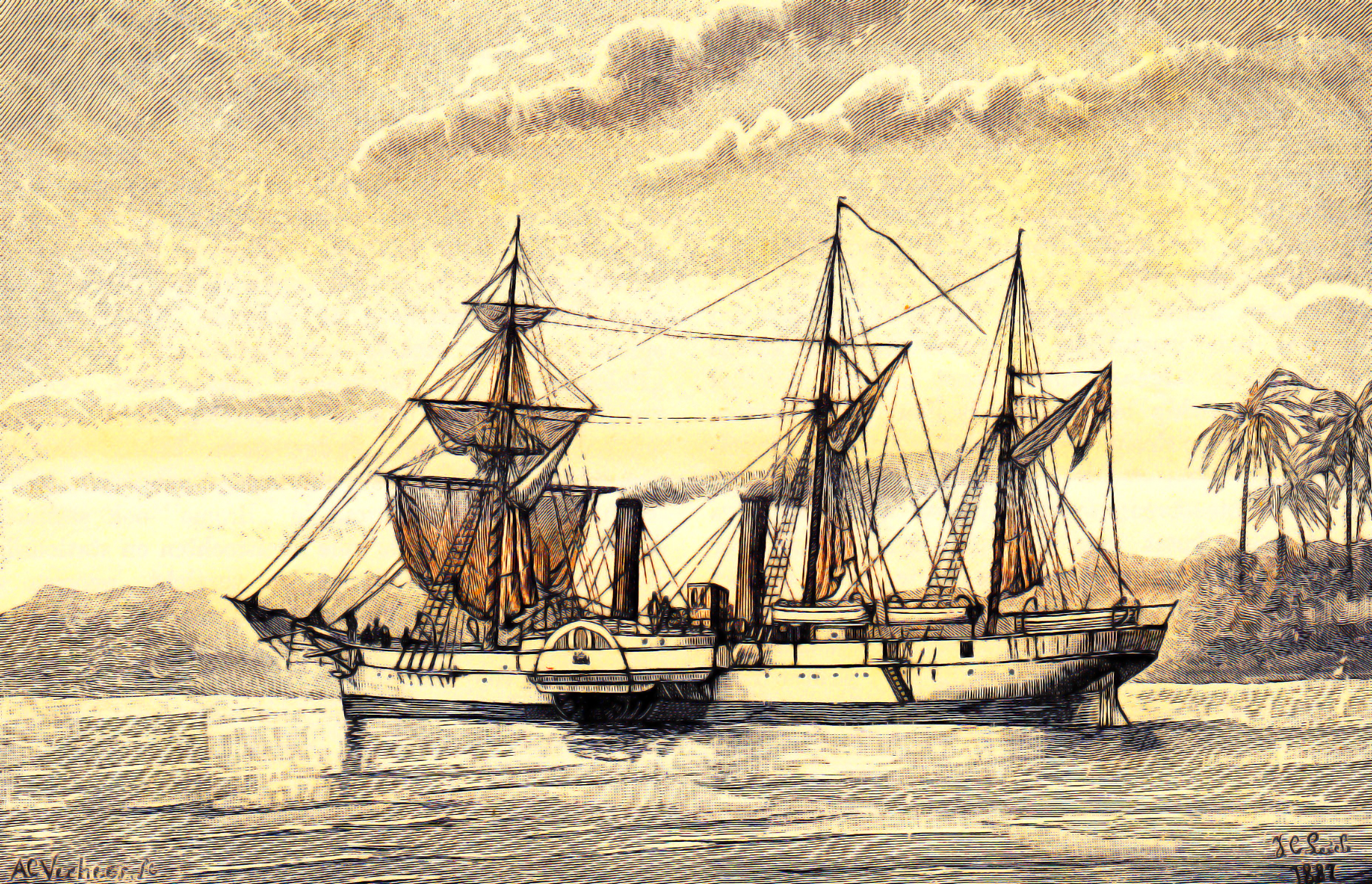
Bromo, waar De Brauw op voer

Onder leiding van zijn oom koos Albert voor een opleiding als zeeofficier. Hij werd er in september 1870 benoemd tot adelborst 3de klas bij het KIM en 3 jaar later tot adelborst 1ste klas. Zijn eerste plaatsing was op Zr. Ms. ramschip Buffel een schip meer bestemd voor de verdediging van kust en zeegaten dan voor de gebruikelijke oefeningsreis van adelborsten, maar de andere schepen waren toen in actie in Atjeh. In mei 1874 werd hij overgeplaatst naar het stoomschip Zr. Ms. Sambas op welk schip hij als 4de officier vanaf oktober deel nam aan een blokkade als onderdeel van de eerste expeditie naar Atjeh in dat jaar. Hij ontving daarvoor in september 1877 de medaille voor deelname aan belangrijke Krijgsbedrijven. Hierna volgde overplaatsing op ander schepen actief in Indië, zoals onder andere in oktober 1874 naar Zr. Ms. Metalen Kruis en eind 1875 naar Zr. Ms. De Citadel van Antwerpen. Per eind maart 1876, werd hij benoemd tot luitenant-ter-zee 2de klasse.
Februari 1878 keerde hij per Franse mailboot naar Nederland terug alwaar hij geplaatst werd op Zr. Ms Wachtschip te Amsterdam. In het voorjaar van 1879 volgde plaatsing aan boord van Zr. Ms. Evertsen tot oefening van de lichting zeemilitie van dat jaar. In december werd hij overgeplaatst op Zr. Ms. Alkmaar, die een reis naar de Antillen ondernam, waar hij kort gestationeerd werd. Naar Nederland teruggekeerd werd hij in mei 1881 geplaatst op Hr. Ms. artillerie-instructie-schip Het Loo. Het is in die tijd dat hij een speciale belangstelling voor de artillerie ontwikkelde wat goed viel bij zijn meerderen omdat de zeemacht toen in haar geheel "up to date" gebracht werd. In 1882 viel hem de eer te beurt te mogen dienen op Zr. Ms. De Valk voor een reis van Koning Willem III naar Engeland. Bij die gelegenheid werd hij op 1 mei benoemd tot ridder in de Orde van de Eikenkroon.
In april 1883 verliet hij Zr. Ms. Het Loo om in augustus als tijdelijk 1ste officier geplaatst te worden op Zr. Ms. Wachtschip te Soerabaja. Later werd hij geplaatst op Zr. Ms. Wachtschip te Batavia waarna hij in september 1885 werd overgeplaatst op Zr. Ms. Pontianak als oudste officier. In mei 1886 te Batavia van Zr. Ms. Pontianak weer terug op Zr. Ms. Wachtschip.
In mei 1886 promoveerde hij tot luitenant-ter-zee 1ste klas en werd in juni per s.s. "Prins van Oranje" gerepatrieerd naar Nederland. Medio maart 1887 werd hij gedetacheerd bij de inspecteur van de artillerieder Zeemacht aan het departement van Marine te Den Haag waar hij circa 4 jaar werkzaam was. In de jaren 1890-91 kreeg hij enkele keren verlof omdat zijn gezondheid te wensen overliet.
Begin mei 1891 kwam aan deze "Haagse" periode een einde en werd hij tot oktober dat jaar benoemd tot 1ste officier op Zr. Ms ram-monitor Panter. Begin 1892 ging hij op eigen gelegenheid naar Indië om daar overgeplaatst te worden als commandant op Hr. Ms. raderstoomschip Onrust. Hij was toen weer enige tijd actief in Indië waar hij als commandant ingezet werd op verschillende schepen zoals de Bromo, de Bandjermassing en de Pontianak. De laatste twee schepen in de wateren rond Atjeh.
Medio 1895 keerde hij terug in Nederland met het s.s. "Alexander" waar hij, na een korte periode van inactiviteit, eind juli voor artillerie-aangelegenheden werd toegevoegd aan het hoofd van de Vakdienst van Uitrusting op marinewerf Willemsoord te Den Helder, welke functionaris hij wegens ziekte geruime tijd moest vervangen. Op 28 augustus 1896 (Koninklijk Besluit nr. 2) werd hij benoemd tot ridder in de Orde van Oranje Nassau. In oktober van dat jaar werd hij gepromoveerd tot Kapitein-luitenant-ter-zee en geplaatst als commandant op Hr. Ms. artillerie-instructie-schip Bellöna, welke functie hij circa 4 jaar vervulde. Op 29 augustus 1899 (Koninklijk Besluit nr. 9) werd hij benoemd tot officier in de Orde van Oranje Nassau.
Hij ging rond 1900 op eigen gelegenheid terug naar Indië. In de volgende jaren werd hem beurtelings het bevel opgedragen over Hr. Ms schepen Sumatra, Gelderland, Piet Hein en opnieuw de Gelderland. Op 1 mei 1902 werd hij gepromoveerd tot zijn eind-functie te weten Kapitein ter zee Pijnlijk is dat juist in die maand er kritische Kamer-vragen zijn over zijn optreden in juli 1901 als commandant van Hr. Ms. Sumatra in Soerabaja. Door het handhaven van een passagiersverbod in verband met een geval van cholera aan boord en het laten opsluiten van een matroos die een, in zijn ogen, brutaal verzoekschrift tegen dat bevel indiende. De Brauw werd gelukkig voor hem royaal gesteund door de minister. Met de Piet Hein nam hij eind 1902 deel aan een actie van de Java-divisie, die op expeditie ging om de Dewa-agoon van Kloengkoeng (Bali) tot rede te brengen. De Java-divisie bestond naast de Piet Hein uit de panserdekschepen Gelderland (commandant F. Pinke) met de commandant van de Java-divisie J.G. Snethlage aan boord) en de Zeeland (commandant W. Allirol).
Hij werd helaas weer ziek, reden om in juni 1903 terug te gaan naar Nederland. Een jaar later werd hij, voldoende hersteld geacht, belast met de voortzetting van het onderzoek van een spertorpedo systeem met codenaam "Elia" en op 15 oktober 1904 kreeg hij het commando over Hr. Ms. Wachtschip. De dag van zijn overlijden in mei 1905 had hij nog een krijgsraad aan boord van dat schip voorgezeten. Niemand had een teken dat hij onwel was bemerkt. Hij is op 15 mei in het Haagse Oud-Eikenduinen begraven.
Enkele passages Uit zijn in memoriam in het Algemeen Handelsblad:
.... "Mij is bekend, dat De Brauw als commandant van Hr. Ms. Bellöna ten zeerste het vertrouwen genoot van zijn onmiddellijke chefs. Hij toonde als zodanig, wanneer het nodig was, een man van initiatief te zijn en bracht vele verbeteringen aan, zowel in de practische als theoretische wijze van opleiding der kanonniers, waardoor het gehalte daarvan veel verbeterd werd. Hij schroomde niet, wanneer dit nodig was, ingrijpende voorstellen te doen en mocht daarop veelal een gunstige beschikking verkrijgen door de zaakrijke wijze, waarop die voorstellen werden toegelicht. De Brauw was dan ook met hart en ziel artillerist en doordrongen van het hoog gewicht van dit vak voor een zeemacht..."  En over zijn functie op Hr. Ms. Wachtschip: ...Terwijl dit in deze dagen moeilijke commando door hem met beleid en waardigheid werd vervuld, maakte de dood op de 11de mei 1905 plotseling een einde aan zijn welbesteed leven, diep betreurd door echtgenote, bloedverwanten en vrienden. Niet altijd even plooibaar, was De Brauw een eerlijk eenvoudig man, een werker, die zijn taak rijpelijk overwoog, en de slotsom van zijn overweging met consequentie doorzette.